# Seznam nejvyšších purkrabí Českého království

Znak zemí Koruny české

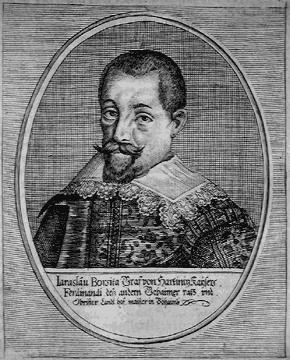
Nejvyšší purkrabí Jaroslav Bořita z Martinic, ve funkci mezi roky 1638 a 1649.

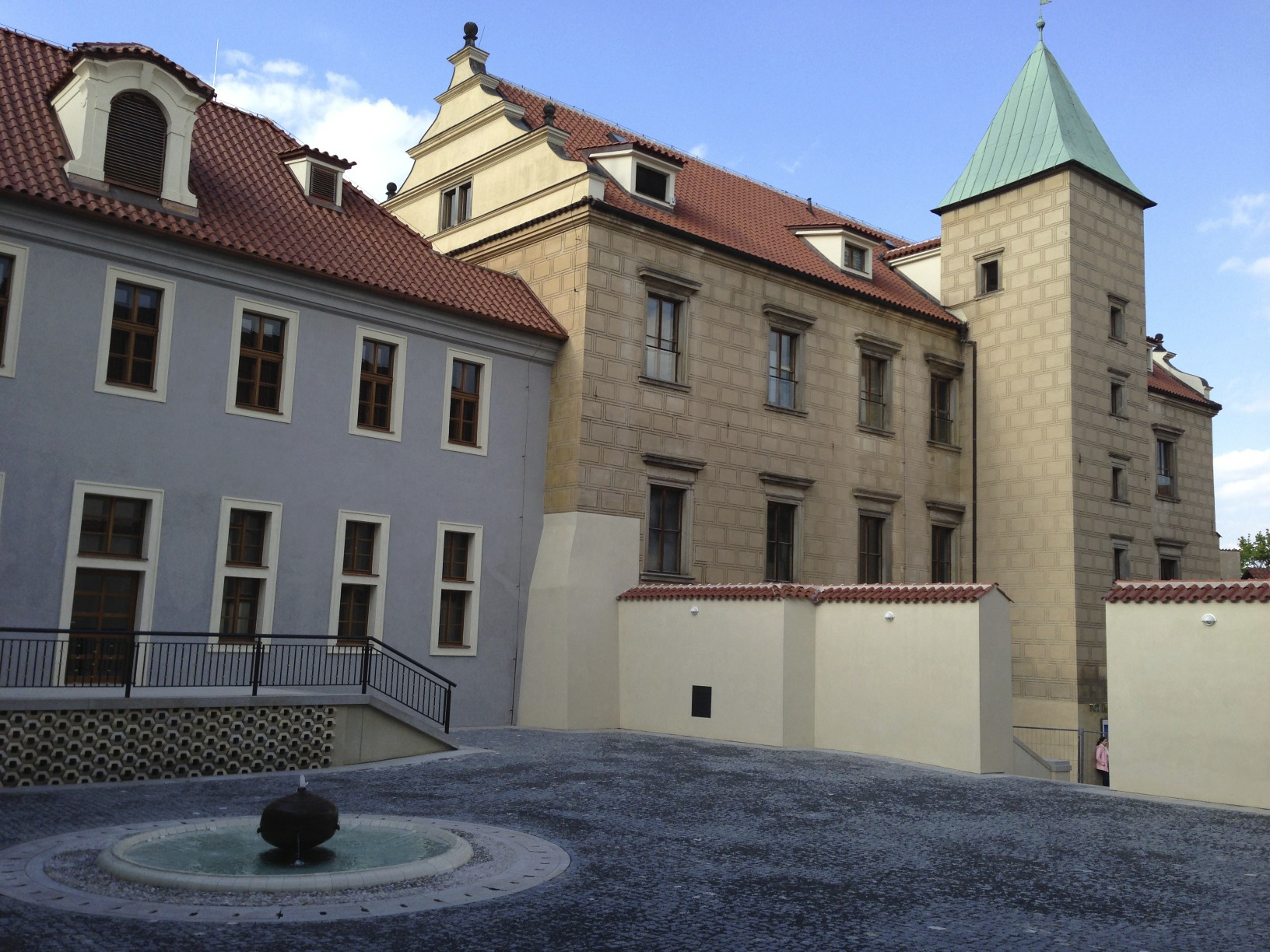
Staré purkrabství Pražského hradu. Pohled přes dvůr lobkovických koníren po odstranění vestavby bývalého Domu dětí.

Tato stránka obsahuje seznam nejvyšších zemských úředníků Českého království od 12. až po 19. století.

## 12. století
- 1175–1177 Mutina z Bukovce
- 1180 Slavibor
- 1187 Veliš
- 1199 Martin

## 13. století
- 1211 Matouš
- 1211–1213 Bohuslav
- 1220–1250 Mstidruh z Dobrovičevsi
- 1235–1240 Hypolit
- 1249 Borut
- 1249–1251 Smil z Lichtenburka
- 1253–1264 Jaroš ze Slivna (okolo 1210–1272)
- 1265–1269 Oldřich Zajíc z Valdeka
- 1267 Konrád
- 1271–1272 Zbislav
- 1277–1279 Mstidruh z Chlumu
- 1277 Fridrich
- 1277–1278 Domaslav ze Škvorce [?]
- 1283 Zdislav z Lemberka
- 1284–1288 Hroznata z Húžic
- 1288–1289 Zdeslav III. ze Šternberka
- 1291–1297 Beneš z Vartenberka

## 14. století
- 1303–1309 Hynek z Dubé[1]
- 1309 Vítek Ojíř z Landštejna
- 1309 Heřman Zvířetický z Lemberka
- 1313 Oldřich z Lichtenburka
- 1315 Beneš z Michalovic
- 1318 Oldřich ze Žebráka
- 1319–1346 Hynek Berka z Dubé († 1348)[1]
- 1346–1351 Hynek Berka mladší z Dubé († 1361)
- 1351–1356 Vilém z Landštejna († 1356)
- 1356–1378 Ješek z Vartemberka a z Veselé
- 1381–1386 Petr z Vartemberka na Kosti
- 1388–1394 Ota III. z Bergova
- 1394–1396 Burchard Strnad z Janovic na Vožici[2] († 11. 6. 1397)
- 1396–1398[3] Jindřich III. z Rožmberka († 28. 7. 1412)
- 1398 Jindřich III. z Hradce[2]

## 15. století
- 1400–1403 Jindřich III. z Rožmberka († 28. 7. 1412)
- 1403–1407 Jan Krušina z Lichtenburka[2]
- 1408–1411 Lacek z Kravař a Helfštejna (asi 1348 – koncem roku 1416 Fulnek ?)
- 1411–1413 Jan z Hradce
- 1414–1420 Čeněk z Vartenberka na Veselí († 17. 9. 1425 Veliš u Jičína)
- 1420 Václav z Dubé
- 1431 Oldřich z Rožmberka
- 1436 (5. 10.) – 1448 Menhart II. z Hradce (1398 – 3. 2. 1449 Říčany)
- 1448–1467 Zdeněk ze Šternberka na Konopišti  (asi 1420 – 4. 12. 1476 Vídeňské Nové Město)
- 1467–1468 Zdeněk Kostka z Postupic na Litomyšli († 1468)
- 1470–1503 (20. 4.) Jan Jenec z Janovic a z Petršpurka († 20. 4. 1503)

## 16. století
- 1503–1507 (17. 1.)  Jindřich IV. z Hradce  (13. 4. 1442 – 17. 1. 1507)
- 1507 (27. 3.)[4] – 1523 (13. 2.) Zdeněk Lev z Rožmitálu na Blatné (před 1470 – 14. 7. 1535 Blatná) – poprvé
- 1523 (5. 3.) – 1525 Jan z Vartemberka na Dubu († 2. 10.1543) – poprvé
- 1525 (únor) – 1530 Zdeněk Lev z Rožmitálu na Blatné (před 1470 – 14. 7. 1535 Blatná) – podruhé
- 1530–1541 Jan z Vartemberka na Zvířeticích († 2. 10.1543) – podruhé
- 1542 (18. 1.) – 1554 Volf starší Krajíř z Krajku († 1554)
- 1554–1570 (12. 4.) Jan IV. (mladší) Popel z Lobkowicz na Horšovském Týně a Tachově (8. 11. 1510 – 12. 4. 1570)[5]
- 1570 (26. 5.) – 1592 (31. 8.) Vilém z Rožmberka (10. 3. 1535 zámek Schützendorf, Horní Rakousy – 31. 8. 1592 Praha)[6]
- 1593 (9. 6.) – 1596 (24. 11.) Adam II. z Hradce (1549 – 24. 11. 1596 Praha)[7]
- 1596–1608 úřad neobsazen[8]

## 17. století
- 1608 (29. 5.) – 1619 Adam II. ze Šternberka  na Bechyni († 10. 4. 1623) – poprvé
- 1619–1620 Bohuchval Berka z Dubé a z Lipé na Bělé a Kuřívodách (před rokem 1590 – po roce 1621)
- 1620–1623 Adam II. ze Šternberka  na Bechyni († 10. 4. 1623) – podruhé
- 1627 (22. 2.) – 1638 (24. 8.) Adam ml. z Valdštejna na Hrádku nad Sázavou (1569/1570 – 24. 8. 1638)
- 1638 (25. 9.) – 1649 (21. 11.) Jaroslav Bořita z Martinic (6. 1. 1582 – 21. 11. 1649 Praha)
- 1649 (?) – 1650 (3. 1.) František Oldřich Libštejnský z Kolovrat (28. 7. 1607 Žichovice – 3. 1. 1650 České Budějovice)
- 1651 (7. 1.) – 1685 (7. 1.) Bernard Ignác Jan z Martinic (20. 8. 1614 – 7. 1. 1685 Praha)
- 1685 (27. 1.) – 1703 (4. 9.) Adolf Vratislav ze Šternberka (1627 Postoloprty – 4. 9. 1703 Zásmuky)

## 18. století
- 1704 (3. 5.) – 1710 (8. 8.) Heřman Jakub Černín z Chudenic (25. 7. 1659 Vídeň – 8. 8. 1710 Praha)
- 1710–1712 úřad neobsazen ???
- 1712 (23. 4.) – 1734 (14. 8.) Jan Josef z Vrtby[9] (1669 – 14. 8. 1734)
- 1734 (27. 11.) – 1747 (11. 7.) Jan Arnošt Schaffgotsch[9] (27. 12. 1675 Dobromierz – 11. 7. 1747 Praha)
- 1748 (17. 10.) – 1771 Filip Nerius Krakowský z Kolowrat[9] (26. 3. 1686 Praha – 28. 3. 1773 Praha)
- 1771 (20. 7.) – 1782 (18. 8.) Karel Egon I. z Fürstenbergu (7. 5 1729 Praha – 11. 7. 1787 Praha)
- 1782 (18. 11.) – 1785 František Antonín Nostitz-Rieneck[10] (17. 5. 1725 Pakoměřice – 29. 9. 1794 Praha)
- 1785–1787 úřad neobsazen ???
- 1787 (13. 8.) – 1791 Ludvík Cavriani[10] (20. 8. 1739 Vídeň – 24. 12. 1799 Vídeň)
- 1791 (27. 1.) – 1792 Jindřich František z Rottenhannu[10] (3. 9. 1738 Bamberk – 14. 2. 1809 Vídeň)
- 1792 (23. 11.) – 1794 Prokop Lažanský z Bukové[10] (14. 9. 1741 Struhaře – 5. 8. 1804 Praha)
- 1794 (22. 1.) – 1802 František Václav Kager ze Štampachu[10] (8. 5. 1742 Valeč – 22. 4. 1804 Praha)

## 19. století
- 1802 (31. 8.) – 1805 Jan Rudolf Chotek z Chotkova a Vojnína[11][10]    (17. 5. 1748 Vídeň – 26. 8. 1824 Vídeň)
- 1805 (17. 6.) – 1810 Josef František Wallis[10] (31. 8. 1767 Praha – 18. 11. 1818 Vídeň)
- 1811 (13. 4.) – 1826 František Antonín Libštejnský z Kolowrat[10] (31. 1. 1778 Praha – 4. 4. 1861 Vídeň)
- 1826 (3. 10.) – 1843 Karel Chotek z Chotkova a Vojnína[10] (23. 7. 1783 Vídeň – 28. 12. 1868 Vídeň)